# Alice Barnes
Alice Barnes (Towcester, Northamptonshire, 4 de maig de 1993) és una ciclista anglesa actualment a l'equip Drops. Combina la carretera amb el ciclisme de muntanya i el ciclocròs.
La seva germana Hannah també es dedica al ciclisme.

## Palmarès en carretera
- 2015
  -  Campiona del Regne Unit sub-23 en ruta
- 2016
  -  Campiona del Regne Unit sub-23 en ruta
- 2017
  - Vencedora d'una etapa al BeNe Ladies Tour
- 2019
  -  Campiona del Regne Unit en ruta
  -  Campiona del Regne Unit en contrarellotge